# 維魯-尼古拉

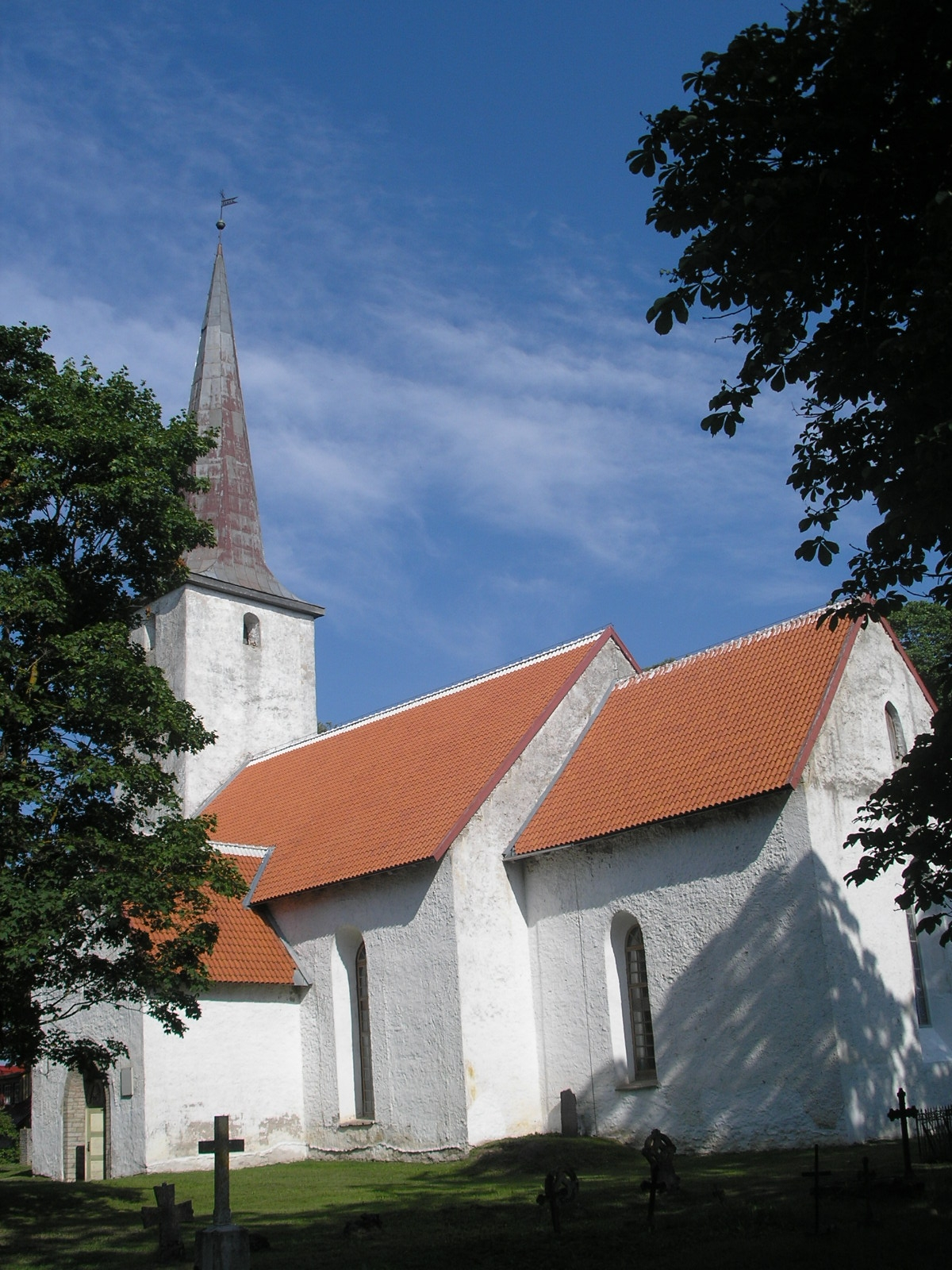
维鲁-尼古拉教堂

維魯-尼古拉，是愛沙尼亞西維魯縣维鲁-尼古拉市镇内的小鎮，位於該國北部，2017年之前曾是合并前的維魯-尼古拉市镇的行政中心。處於首都塔林以東110公里，海拔高度58米，2012年該小鎮人口364。
59°26′50″N 26°41′24″E / 59.44722°N 26.69000°E